# پیست ژیل ویلنوو
پیست ژیل ویلنوو (به انگلیسی: Circuit Gilles Villeneuve) یک میدان مسابقه است که در مونترآل، در کشور کانادا قرار دارد. از این پیست برای برگزاری جایزه بزرگ کانادا، که یکی از سری گراند پری‌های مسابقات قهرمانی جهان فرمول یک است، استفاده می‌شود. پیست ژیل ویلنوو گنجایش کافی برای میزبانی ۱۰۰٬۰۰۰ نفر تماشاگر را دارد.
پیکربندی کنونی این پیست از ۱۴ پیچ تشکیل شده و طول آن برابر با ۴٫۳۶۱ کیلومتر (۲٫۷۱۰ مایل) است.

## فرمول یک در مونترآل

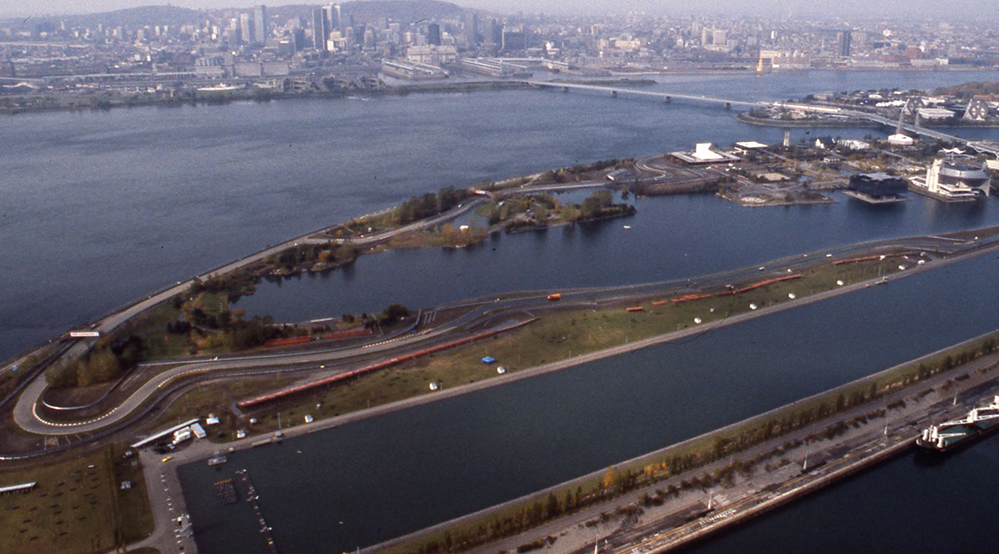
پیست ژیل ویلنو در سال ۱۹۷۸)

این پیست اولین بار در سال ۱۹۷۸ میزبان مسابقات جایزه بزرگ کانادا شد. در مسابقهٔ آن سال، ژیل ویلنوو توانست یک پیروزی را برای فراری کسب کند. این گراند پری به سرعت تبدیل به یکی از مسابقه‌های ثابت در تقویم فرمول یک شد و از سال ۱۹۸۷ تا ۲۰۰۹، به‌جز سال ۱۹۸۷، هر سال یک مسابقه در این پیست برگزار شد.
این رویداد که در اواخر سپتامبر برگزار شد، در تقویم فصل ۱۹۸۲ به اواسط ژوئن، یعنی به زمان فعلی خود منتقل شد. پیست ژیل ویلنوو طی سال‌های فعالیت خود، میزبان چندین مسابقهٔ بزرگ نظیر مسابقات نسکار نیز بوده‌است. با این حال، این مسابقه پس از دو دهه برگزاری بدون وقفه، از تقویم فرمول یک ۲۰۰۹ حذف شد و جایزه بزرگ ابوظبی جایگزین آن شد. در ۲۷ نوامبر ۲۰۰۹، مقامات منطقه و برگزارکنندگان جایزه بزرگ کانادا اعلام کردند که با مقامات فرمول یک توافق کرده و قرارداد ۵ ساله جدیدی را امضا کرده‌اند که شامل حضور در فصل‌های ۲۰۱۰ تا ۲۰۱۴ می‌شود.
مسابقهٔ ۲۰۱۱ که در ۱۲ ژوئن در این پیست برگزار شد، به‌دلیل تأخیر طولانی به‌واسطهٔ بارش باران، طولانی‌ترین گراند پری برگزارشده در تاریخ فرمول یک بود.

## تاریخچه پیست

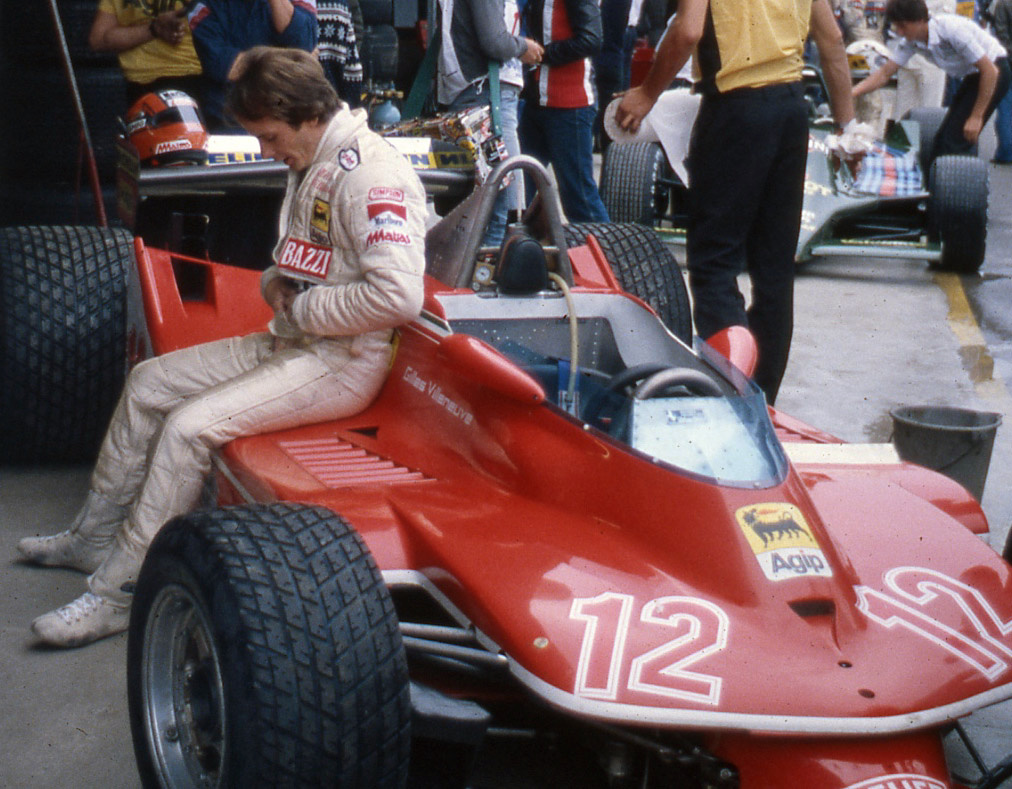
ژیل ویلنوو کسی که به افتخار او نام پیست به نام او تغییر کرد

این پیست در ابتدا پیست ایله نوتردام (به‌معنی پیست جزیرهٔ نوتردام) نام داشت، در وسط رودخانه سن‌لوران ساخته شد و در سال ۱۹۸۲ و پس از مرگ ژیل ویلنوو، نام این پیست به‌افتخار او به پیست ژیل ویلنوو تغییر یافت. ساخت این پیست در سال ۱۹۷۸ آغاز شد و در همان سال نیز به‌اتمام رسید. جایزه بزرگ کانادا پیش از ساخت این پیست برای مدت ۱۰ سال بخشی از مسابقات جهانی فرمول یک بود. ۸ مسابقهٔ این جایزه بزرگ در پیست موسپورت پارک در نزدیکی تورنتو برگزار شد و در سال‌های ۱۹۶۸ و ۱۹۷۹ نیز پیست مون-ترومبلان میزبان این مسابقات بود. با توجه به نگرانی‌هایی که برای مسابقهٔ سال ۱۹۷۷ در خصوص این پیست مطرح شده‌بود، تصمیم بر این شد که این مسابقه به پیست جدیدی در مونترآل منتقل شود.